# معمل برينستون لفيزياء البلازما

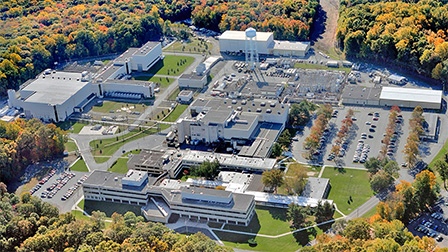
منظر من الجو لمختبر برينستون لفيزياء البلازما ، بالولايات المتحدة

مختبر برينستون لفيزياء البلازما Princeton Plasma Physics Laboratory هو منشأة بحثية تابعة لوزارة الطاقة الأمريكية . يقع المختبر في بلدة بلينسبورو ، نيو جيرسي ، وهو مكرس للبحث في فيزياء البلازما وتطوير الاندماج النووي كمصدر للطاقة. يضم 30 مبنى على مساحة تقارب 0.367 كيلومتر مربع.
وظف المختبر مجموعه 500 من العلماء والعاملين بدوام كامل و 40 طالبًا في عام 2016. بالإضافة إلى ذلك ، سافر حوالي 350 عالمًا ضيفًا إلى المختبر. بلغ إجمالي الميزانية لعام 2016 نحو 92.92 مليون دولار.
حتى عام 1997 قامت بتشغيل مفاعل اختبار الاندماج Tokamak (TFTR).
انبثق مختبر PPPL عن مشروع الحرب الباردة السري للغاية للتحكم في التفاعلات النووية الحرارية ، المسمى "مشروع ماترهورن". ثم تغير تركيز هذا البرنامج من القنبلة الهيدروجينية H-bomb إلى دراسة قوة الاندماج في عام 1951 ، عندما طور ليمان سبيتزر مفهوم النجم وحصل على تمويل من هيئة الطاقة الذرية لتجا هذا المضمار . أدى ذلك إلى ظهور سلسلة من الآلات التجريبية في الخمسينيات والستينيات. في عام 1961 ، بعد رفع السرية ، تمت إعادة تسمية مشروع ماترهورن إلى مختبر برينستون لفيزياء البلازما.
أثبتت تجربة ستيلاراتور الأولية في PPPL أنها غير قادرة على تحقيق أهدافها . في عام 1968 ، أثارت ادعاءات السوفيت بالأداء الممتاز على التوكاماك شكوكًا شديدة في الولايات المتحدة . ولاختبار صحة ما وصلت إليه اتحاد السوفييتي في ذلك الوقت ، تم التحويل من تجربة ستيلاراتو PPPL Model C stellarator إلى توكاماك . و تحققت أمريكا من الادعاءات السوفييتية ، ومنذ ذلك الوقت ، أصبحت مختبر مختبر برينستون لفيزياء البلازما رائدا عالميًا في نظرية وتصميم توكاماك ، حيث قامت ببناء سلسلة من الآلات التي حطمت الأرقام القياسية بما في ذلك طارة برينستون الكبيرة ، و TFTR وتجارب أخرى عديدة. تم أيضًا بناء العشرات من الآلات الأصغر لاختبار مشاكل وايجاد حلول معينة لها، بما في ذلك ATC ، تجربة الحلقة الكروية الوطنية NSTX ، و تجربة ليثيوم توكاماك LTX .
يقع PPPL في حرم فوريستال الجامعي جامعة برينستون في بلدة بلينسبورو ، نيو جيرسي.
```
في تجربة حديثة أعلنت عنها وزارة الطاقة في الولايات المتحدة الأمريكية بتاريخ 13 يونيو 2022 عن نجاح منشأة الإشعال الوطنية في احراز تقدم كبير بطريقة الحصر والإشعال بالليزر، أن آلة الاندماج 
اندماج بحصر القصور الذاتي
 المختبرة في 
معمل برينستون لفيزياء البلازما
 - ( والتجربة تعمل بتسليط 192 جهاز ليزر قوي يصدروا أشعة إكس مركزة على حبيبة وقود نووي ) - قد أنتجت 20% من الطاقة زيادة عن طاقة تشغيل الجهاز.
```

## التاريخ

### التكوين
في عام 1950 ، كان جون ويلر يُنشئ مختبراً سرياً للأبحاث [قنبلة هيدروليكية] في جامعة برينستون. كان  ليمان سبيتزر جونيور ، أحد متسلقي الجبال الشغوفين ، على دراية بهذا البرنامج واقترح اسم "Project Matterhorn".
شارك سبيتزر ، أستاذ علم الفلك ، لسنوات عديدة في دراسة الغازات المتخلخلة شديدة الحرارة في الفضاء بين النجوم. أثناء مغادرته في رحلة تزلج إلى [أسبن ] في فبراير 1951 ، اتصل به والده وأخبره أن يقرأ الصفحة الأولى من "نيويورك تايمز". نشرت الصحيفة قصة عن ادعاءات صدرت في اليوم السابق في الأرجنتين بأن عالمًا ألمانيًا غير معروف نسبيًا يُدعى رونالد ريختر قد حقق اندماجًا نوويًا في مشروع هويمول. رفض سبيتزر هذه الادعاءات في النهاية ، وثبت لاحقًا أنها خاطئة ، لكن القصة دفعته إلى التفكير في تفاعل الاندماج النووي. أثناء ركوبه الحافلة الهوائية في أسبن ، توصل إلى فكرة جديدة لحصر البلازما لفترات طويلة حتى يمكن تسخينها إلى درجات حرارة الاندماج. أطلق على هذا المفهوم اسم ستيلاراتور اشارة إلى التفاعلات الاندماجية التي تتم في النجوم .
في وقت لاحق من ذلك العام ، أخذ هذا التصميم إلى هيئة الطاقة الذرية في واشنطن. نتيجة لهذا الاجتماع ومراجعة للاختراع من قبل العلماء في جميع أنحاء البلاد ، تم تمويل اقتراح الستيلاراتور في عام 1951. حيث أن الجهاز سينتج نيوترونات ذات طاقة عالية، التي يمكن استخدامها في تفجير وقود الأسلحة النووية؛ و تم تصنيف البرنامج وتنفيذه كجزء من مشروع ماترهورن. أنهى ماترهورن في النهاية مشاركته في مجال صناعة القنابل في عام 1954 ، وأصبح مكرسًا بالكامل لمجال طاقة الاندماج.
في عام 1958 ، تم رفع السرية عن هذا البحث عن الاندماج بالحصر المغناطيسي بعد مؤتمر الأمم المتحدة الدولي حول الاستخدامات السلمية للطاقة الذرية. أدى هذا إلى تدفق طلاب الدراسات العليا المتحمسين لتعلم الفيزياء "الجديدة" ، والتي بدورها أثرت على المختبر للتركيز بشكل أكبر على البحوث الأساسية.
تضمنت النماذج التجريبية المبكرة 8 من الأشكال: Model-A ، و Model-B ، و Model-B2 ، و Model-B3. كان آخر وأقوى ستيلاراتور منها في ذلك اتخذ شكلا يشبه "مضمار السباق" Model C stellarator (عمل من 1961 إلى 1969).

### Tokamak
بحلول منتصف الستينيات ، كان من الواضح أن شيئًا ما كان خطأً جوهريًا في الستلاراتوات النجومية المختبرة ، حيث قاموا بتسريب الوقود بمعدلات تفوق بكثير ما تنبأت به النظرية ، وهي معدلات جعلت التحكم في الطاقة من البلازما إلى ما هو أبعد بكثير مما يمكن أن تنتجه تفاعلات الاندماج. أصبح سبيتزر متشككًا للغاية في أن طاقة الاندماج ممكنة ، وعبر عن هذا الرأي بطريقة عامة جدًا في عام 1965 في اجتماع دولي في المملكة المتحدة . وفي نفس المنتدى أعلن الوفد السوفيتي عن نتائج أفضل بنحو 10 مرات من أي جهاز سابق، والذي وصفه سبيتزر بأنه خطأ في القياس.
في المؤتمر الفيزيائي التالي في عام 1968 ، قدم السوفييت بيانات أكثر من أجهزتهم أظهرت أداءً أكبر ، حوالي 100 ضعف حد انتشار بوم. اندلع جدال هائل بين هيئة الطاقة الذرية الأمريكية AEC والمختبرات المختلفة حول ما إذا كان هذا حقيقيًا. وعندما تحقق فريق علماء بريطاني من النتائج في عام 1969 ، اقترحت هيئة الطاقة الذرية الأمريكية أن يقوم مختبر برينستون PPPL بتحويل نموذجها C إلى توكاماك لاختبارها ، حيث أن المختبر الوحيد الذي كان يرغب في بناء واحد جديد منها ، وهو مختبر أوك ريدج الوطني ، سيحتاج لوقت أطول للبناء . ونظرًا لإنخراط معمل برينستون في مجال الاندماج ، وافق مختبر برينسون في النهاية على تحويل النموذج C إلى ما أصبح متماثلا لـ Tokamak (ST) للتحقق بسرعة من النهج.
اتبعت آلتان صغيرتان توكوماك ST ، لاستكشاف طرق لتسخين البلازما ، ثم تولت تجربة حلقة برنستون الكبيرة [Princeton Large Torus] PLT لاختبار ما إذا كانت النظرية القائلة بأن الآلات الأكبر ستكون أكثر استقرارًا كانت صحيحة. ابتداءً من عام 1975 تحققت حلقة برينستون الكبيرة من "مبدأ التحجيم" ، ثم أضافت حقن شعاع محايد من أوك ريدج الذي نتج عنه سلسلة من درجات حرارة البلازما التي سجلت أرقامًا قياسية، والتي تجاوزت في النهاية 78 مليون كلفن ، وهو ما يتجاوز بكثير التوقعات لاندماج عملي. كان نجاحها خبرا رئيسيا.
مع هذه السلسلة من النجاحات ، لم تواجه مختبر برينستون مشكلة كبيرة في الفوز بعطاء لبناء آلة أكبر ، مصممة خصيصًا للوصول إلى "نقطة التعادل" للطاقة أثناء التشغيل على وقود اندماج فعلي ، بدلاً من غاز اختبار . أنتج هذا مفاعل اختبار الانصهار توكاماك أو TFTR ، الذي اكتمل في عام 1982. بعد فترة اختبار طويلة ، بدأ TFTR ببطء في زيادة درجة حرارة وكثافة الوقود ، مع إدخال الديوتيريوم للغاز كوقود. في أبريل 1986 بيّن مزيجًا من الكثافة والحبس ، ما يسمى منتج الاندماج الثلاثي ، بما يتجاوز بكثير ما هو مطلوب لمفاعل عملي. في يوليو ، وصلت درجة الحرارة إلى 200 مليون درجة كلفن ، وهو ما يتجاوز بكثير ما هو مطلوب. ومع ذلك ، عندما تم تشغيل النظام في كلتا الحالتين في نفس الوقت ، إنتاج ثلاثي مرتفع بدرجة كافية ودرجة حرارة عالية ، أصبح النظام غير مستقر. فشلت ثلاث سنوات من الجهد في معالجة هذه المشكلات ، ولم يصل TFTR أبدًا إلى هدفه. استمر الفيزيائيون في إجراء الدراسات الأساسية حول هذه المشكلات حتى تم إغلاق التجربة في عام 1997.
```
.
[
10
]
```

مع بداية من عام 1993 ، كان TFTR أول منتج في العالم يستخدم خليط 50/50 من الديوتيريوم - التريتيوم. وفي عام 1994 أُنتجت قدرة اندماج غير مسبوقة تبلغ 10.7 ميغاواط.

### تصميمات لاحقة
في عام 1999 ، استنادًا إلى طريقة توكاماك الكروي ، بدأت تجربة الحلقة الكروية الوطنية NSTX تم نشرها على الإنترنت من PPPL. بتعاون علماء المختبرات مع الباحثين في علوم وتكنولوجيا الاندماج في منشآت أخرى ، محلية وأجنبية. يطبق الفيزيائييون المعرفة المكتسبة في أبحاث الاندماج على عدد من المجالات النظرية والتجريبية بما في ذلك علم المواد والفيزياء الشمسية والكيمياء و التصنيع.
في عام 1999 ، تم إطلاق تجربة الحلقة الكروية الوطنية . انهى إخماد مدمر للمغناطيس حدث بعد تشغيل لمدة 10 أسابيع في عام 2016 بعد تحسينات لمدة 4 سنوات إلى NSTX-U أنهى العمل عليه. هذا وكذلك خمسة مغناطيسات مماثلة رديئة من المفترض استبدالها في السنوات القليلة المقبلة (اعتبارًا من عام 2020).
ثم تم إثبات تسخين التكافؤ الفردي في تجربة PFRC-1 بنصف قطر 4 سم في عام 2006. وبلغ نصف قطر البلازما في تجربةPFRC-2 بلغ 8 سنتيمتر. وصلت دراسات تسخين بالإلكترونات السريعة في PFRC-2 إلى 500 فولت مع أطوال نبضة 300 مللي ثانية.
في عام 2015 أكملت PPPL تحسينات على التجربة NSTX وسُميت NSTX-U مما جعلها أقوى منشأة اندماج تجريبية، أو توكاماك ، من نوعها في العالم.
وفي عام 2017 ، تلقت المجموعة منحة المرحلة الثانية من هيئة فحص الصناعة النووية NIAC جنبًا إلى جنب مع اثنين من NASA STTRs يمولان النظام الفرعي RF ونظام الملف الفرعي فائق التوصيل.

## اقرأ أيضا
- تجربة الحلقة الكروية الوطنية
- توكاماك فائق التوصيل التجريبي المتقدم
- اندماج نووي
- طارة برينستون الكبيرة
- توكاماك كروي ميجا أمبير
- سبارك (توكاماك)

## روابط انترنت
- موقع PPPL

## التفاصيل
1. 1 2  مُعرِّف قاعدة بيانات البحث العالمية (GRID): grid.451320.1.
2. ↑  وصلة مرجع: https://web.archive.org/web/20231020113811/https://orcid.org/members. الوصول: 20 أكتوبر 2023.
3. ↑  "Princeton Plasma Physics Laboratory – At a Glance" (PDF; 955 KB). nationallabs.org (بالإنجليزية الأمريكية). 2017. p. 1.
4. ↑  تانر ، إيرل سي. (1977) "مشروع ماترهورن: تاريخ غير رسمي" مختبر فيزياء البلازما بجامعة برينستون ، برينستون ، نيو جيرسي ، ص. 77 ، 80717532
5. ↑  [https: //www.pppl.gov/about/history/timeline "Timeline"]. Princeton Plasma Physics Laboratory. {{استشهاد ويب}}: تحقق من قيمة |مسار= (مساعدة)
6. ↑  بورك ، جيمس ( 1999) "شبكة المعرفة: من الوكلاء الإلكترونيين إلى ستونهنج والعودة - ورحلات أخرى عبر المعرفة" سايمون اند شوستر ، نيويورك ، ص 241-42 ، (ردمك  0-684-85934-3)
7. ↑  Bromberg، Joan Lisa (1982)  Fusion: Science، Politics، and the Invention من مصدر طاقة جديد  ميت بريس ، كامبريدج ، ماساتشوستس ، p. 97 ، (ردمك  0-262-02180-3) نسخة محفوظة 2022-12-20 على موقع واي باك مشين.
8. ↑  "Highlights in Early Stellarator Research في برينستون. ستيكس. 1997" (PDF). مؤرشف من الأصل في 2022-12-20. اطلع عليه بتاريخ 2023-01-19.{{استشهاد ويب}}:  صيانة الاستشهاد: BOT: original URL status unknown (link)
9. ↑  "Experiments على الطراز النجمي C. S. Yoshikawa و T.H. ستيكس". {{استشهاد بدورية محكمة}}: الاستشهاد بدورية محكمة يطلب |دورية محكمة= (مساعدة) والوسيط غير المعروف |دوى= تم تجاهله (مساعدة)
10. 1 2  Staff (1996) "Fusion Lab Planning Big Reactor's Last Run" The Record, 22 December 1996, p. N-07
11. ↑  Adrian Cho: Rekindling the flame. Science 367, 2020, doi:10.1126/science.367.6478.618.
12. 1 2  [https: //www.nextbigfuture.com/2019/06/game- change-direct-drive-fusion-propulsion-progress.html "تغيير اللعبة Direct Drive Fusion Progress - NextBigFuture.com"]. www.nextbigfuture.com (بالإنجليزية الأمريكية). 22 Jun 2019. Retrieved 2019-06-22. {{استشهاد ويب}}: الوسيط |الأول= يفتقد |الأخير= (help), الوسيط غير المعروف |Last= تم تجاهله يقترح استخدام |last= (help), and تحقق من قيمة |مسار= (help)
13. ↑  [https: // www. pppl.gov/nstx "ترقية تجربة الحلقة الكروية الوطنية (NSTX-U) & # 124 ؛ معمل برينستون لفيزياء البلازما"]. www.pppl.gov. {{استشهاد ويب}}: تحقق من قيمة |مسار= (مساعدة)